# Tum Tiêu (phim 2003)
Tum Tiêu hay Tum Teav (tiếng Khmer: ទុំទាវ) là một bộ phim phỏng theo câu chuyện dân gian nổi tiếng Campuchia, kể về mối tình đầy bi kịch của chàng Tum và nàng Tiêu.

## Nội dung
Tum là một chàng trai tuấn tú và có biệt tài hát hay. Khi đi tu ở chùa Vihear Thom, một hôm Tum cùng bạn Pich đi bán quả mâm bồng ở Kampong Thom, gặp nàng Tiêu xinh đẹp, hai người yêu nhau. Ngay trong đêm hò hẹn đầu tiên, họ đã hiến dâng cho nhau tất cả và nguyện suốt đời sống chết có nhau, đợi ngày nên duyên vợ chồng.
Nhưng khi Tum trở về, mẹ Tiêu vì ham tiền bạc phú quý đã nhận lời gả cô cho Mơn Nguôn, con một viên quận trưởng. Trong khi đó Tum được vua chọn là ca nhân cung đình và chàng ở trong cung, phải xa Tiêu. Ít lâu sau, Tiêu được chọn là cung phi. Trong một buổi ca hát, Tum ngạc nhiên nhìn thấy Tiêu. Chàng Tum mạnh dạn kể về câu chuyện tình của hai người cho vua nghe. Ban đầu vua nổi giận, nhưng khi hỏi ra ngọn ngành, biết đúng là sự thật, vua đồng ý làm lễ cưới cho hai người.
Mẹ Tiêu mừng hụt vì tưởng Tiêu có thể kiếm được chỗ giàu sang, chẳng ngờ nàng vẫn đem lòng yêu thương anh chàng nghèo khổ. Lấy cớ ốm, bà gọi Tiêu về rồi ép gả cho Mơn Nguôn. Tiêu vội vã viết thư cho Tum. Tum bèn tâu lên vua. Vua liền ban sắc chỉ không cho làm đám cưới. Khi Tum mang thánh chỉ của vua về đến nơi thì đám cưới đã cử hành. Tum và Tiêu gặp nhau đàng hoàng như vợ chồng, bất chấp sự ngăn cản của bà mẹ. Tiêu nguyện ước theo Tum đi cùng trời cuối đất, không chịu tham vàng bỏ ngãi. Bà mẹ Tiêu giận dữ, xúi Mơn nguôn giết Tum.
Nghe tin Tum chết, Tiêu lẳng lặng đến bên xác chàng và cắt cổ chết theo. Cô hầu gái Nô cũng chết theo chủ. Sự việc được tâu lên vua, vua bèn sai quân lính trừng trị thích đáng những kẻ có tội.

## Phân vai
- Sok Sophea... Tum
- Danh Monika... Tiêu
- Pring Chanboth
- Chom Chanthey
- Pentrol
- Neay Koy
- Sompo Lyda
- Neay Sann Mao
- Neang Kroth
- Pao Kisann
- Ok Somalyta
- Knat Sokhum
- Chan Darraty
- Chhum Achhum
- Kong Socheat

## Ê-kíp sản xuất
- Điều hành: Oum Vuthy Chey, On Sopheak
- Giám đốc sản xuất: Kong Socheat, Mao Salpheap
- Chỉ đạo nghệ thuật: Sok Som Ang, Kim Heng, Sear Sobint, Men Kim Heng
- Dựng cảnh: Ton Vuthy, Pon Cheng, Kong Sronoss, Chi Pao
- Ánh sáng: Mao Sophana, Chay Chom, Sor Bonthoun
- Tài chính: Sun Sundos
- Phục trang: Men Chansophy, Men Channary, Socheat Hair Studio (làm tóc)
- Thời lượng: Soue Soravuth, Somont Choivy
- Âm thanh: Boo Phagna
- Lồng tiếng: Dong Chet Studio, Pin Sam Ang, Iv Thavuth, Noun Sovanny, Kann Sodavy, Khev Vichea, Moung Laysim
- Ca sĩ: Noy Vanneth (thể hiện ca khúc), Meng Keo Pichenda (thể hiện ca khúc)